# Magnolia wugangensis
Magnolia wugangensis là một loài thực vật có hoa trong họ Magnoliaceae. Loài này được T.B.Zhao, W.B.Sun & Zhi X.Chen mô tả khoa học đầu tiên năm 1999.